# Heuvelton, New York
Heuvelton, New York (енгл. Heuvelton) град је у америчкој савезној држави Њујорк.

## Демографија
По попису из 2010. године број становника је 714, што је 90 (-11,2%) становника мање него 2000. године.
| Група             | 2000.       | 2010.       |
| Белци             | 780 (97,0%) | 704 (98,6%) |
| Афроамериканци    | 5 (0,6%)    | 1 (0,1%)    |
| Азијати           | 1 (0,1%)    | 1 (0,1%)    |
| Хиспаноамериканци | 4 (0,5%)    | 2 (0,3%)    |
| Укупно            | 804         | 714         |